# Вокзальная улица (Рязань)
Вокзальная улица (ранее — Вокзальный проезд) — улица в центре города Рязани. Проходит от Первомайского проспекта до улицы Чкалова. Пересекает Первомайский проспект, площадь Димитрова. Слева (при движении в сторону улицы Чкалова) примыкает Малое шоссе.
Нумерация домов начинается от Первомайского проспекта (в районе гостиницы «Амакс»).

## История
Вокзальная улица — одна из центральных улиц Рязани. Она соединяет вокзалы Рязань-1 и Рязань-2.
Старые дома на улице постепенно исчезают, уступая место современным многоэтажным жилым и офисным зданиям.

## Примечательные здания

### По нечётной стороне
- Дом № 41 — бизнес-центр;
- Дом № 51а, 55б, 61 — современные жилые дома напротив вокзала Рязань-1.

### По чётной стороне
- Дом № 6 — бизнес-центр;
- Дом № 26а — вокзал Рязань-1[4];
- Дом № 28 — здание управления Московско-Рязанского региона Московской железной дороги.

Также на площади Димитрова располагаются здания вокзала «Рязань-2» и гостиницы «Ловеч».

## Транспорт
| Маршруты общественного транспорта на улице Вокзальной (январь 2023 г.) | Маршруты общественного транспорта на улице Вокзальной (январь 2023 г.) | Маршруты общественного транспорта на улице Вокзальной (январь 2023 г.) | Маршруты общественного транспорта на улице Вокзальной (январь 2023 г.) |
| Остановка                                                              | Троллейбусы                                                            | Автобусы                                                               |                                                                        |
| ---------------------------------------------------------------------- | ---------------------------------------------------------------------- | ---------------------------------------------------------------------- | ---------------------------------------------------------------------- |
| Вокзал Рязань-2                                                        | 5                                                                      | 2                                                                      |                                                                        |
| Улица Чкалова                                                          | 5                                                                      | —                                                                      |                                                                        |